# يوشيناري هياكوتاكي
يوشيناري هياكوتاكي (باليابانية: 百武 義成) (21 نوفمبر 1977 في ناغاساكي في اليابان – )؛ هو لاعب كرة قدم ياباني سابق كان يلعب كمدافع.

## وصلات خارجية
- يوشيناري هياكوتاكي على موقع رابطة كرة القدم اليابانية للمحترفين (اليابانية)
- يوشيناري هياكوتاكي على موقع عالم كرة القدم.نت (الإنجليزية)